# GVV Be Quick in het seizoen 1961/62
Het seizoen 1961/1962 was het achtste jaar in het bestaan van de Groninger betaaldvoetbalclub Be Quick. De club kwam uit in de Eerste divisie B en eindigde daarin op de negende plaats, dit hield in dat de club rechtstreeks degradeerde naar de Tweede divisie. Tevens deed de club mee aan het toernooi om de KNVB beker, hierin werd de club in de derde ronde uitgeschakeld door GVAV (1–4).

## Wedstrijdstatistieken

### Eerste divisie B
|       | EBOH  | Elinkwijk | Enschedese Boys | Excelsior | Heerenveen | Heracles | Hermes DVS | Hilversum | HVC   | Limburgia | NOAD  | RBC   | SHS   | VSV   | Wageningen | Wilhelmina | ZFC   |
| ----- | ----- | --------- | --------------- | --------- | ---------- | -------- | ---------- | --------- | ----- | --------- | ----- | ----- | ----- | ----- | ---------- | ---------- | ----- |
| Thuis | 4 – 0 | 3 – 3     | 4 – 3           | 3 – 3     | 0 – 1      | 0 – 2    | 2 – 1      | 5 – 0     | 4 – 0 | 1 – 4     | 8 – 2 | 3 – 0 | 1 – 4 | 2 – 0 | 2 – 3      | 2 – 2      | 0 – 1 |
| Uit   | 1 – 2 | 3 – 1     | 4 – 0           | 5 – 0     | 0 – 3      | 4 – 0    | 1 – 2      | 7 – 2     | 1 – 2 | 2 – 3     | 2 – 2 | 3 – 1 | 1 – 1 | 4 – 1 | 3 – 3      | 2 – 2      | 1 – 0 |

### KNVB beker
| 2e ronde                                  | Be Quick                                               | 3 – 1 (1 – 0) | Go Ahead           |
| 31 maart 1962 Plaats: Groningen Esserberg | Dirk Roelfsema 8', 44', 84'                            |               | 77' Harrie Lammers |
| 3e ronde                                  | GVAV                                                   | 4 – 1 (1 – 1) | Be Quick           |
| 3 mei 1962 Plaats: Groningen Oosterpark   | Henk Klunder 5', 88' Henk Meuken 60' Klaas Nuninga 75' |               | Dirk Roelfsema     |

## Statistieken Be Quick 1961/1962

### Eindstand Be Quick in de Nederlandse Eerste divisie B 1961 / 1962
| Stand | Gespeeld | Gewonnen | Gelijk | Verloren | Punten | Doelpunten voor | Doelpunten tegen |
| ----- | -------- | -------- | ------ | -------- | ------ | --------------- | ---------------- |
| 9e    | 34       | 13       | 7      | 14       | 33     | 69              | 73               |

### Topscorers
| #      | Naam             | Goal |
| ------ | ---------------- | ---- |
| 1.     | Dirk Roelfsema   | 29   |
| 2.     | Paul Amara       | 15   |
| 3.     | Herman Mengerink | 8    |
| 4.     | Tinus Nijhoving  | 7    |
| 5.     | Richard Brousek  | 6    |
| 6.     | Rob Oosterhuis   | 2    |
| 7.     | Bas Paauwe       | 1    |
| 7.     | Dré Woest        | 1    |
| Totaal | Totaal           | 69   |

| #      | Naam           | Goal |
| ------ | -------------- | ---- |
| 1.     | Dirk Roelfsema | 4    |
| Totaal | Totaal         | 4    |